# سیارک ۴۹۷۰۲
سیارک ۴۹۷۰۲ (به انگلیسی: 49702 Koikeda، نامگذاری:1999VC2) چهل و نه هزار و هفتصد و دومین سیارک کشف شده‌است که در ۴ نوامبر ۱۹۹۹ کشف شد.